# گرهارد لوزنتی
گرهارد لوزنتی (انگلیسی: Gerhard Lusenti؛ زادهٔ ۲۴ آوریل ۱۹۲۱) بازیکن فوتبال اهل سوئیس است.
وی عضو تیم ملی فوتبال سوئیس در جام جهانی فوتبال ۱۹۵۰ بوده‌است.